# Nemes László (gépészmérnök)
Nemes László (Szeged, 1937. december 28. – Melbourne, 2021. december 1.) gépészmérnök.

## Életpályája
Gépészmérnöki oklevelét a Nehézipari Műszaki Egyetemen szerezte Miskolcon 1964-ben, irányítástechnikai szakmérnök diplomáját a Budapesti Műszaki Egyetemen 1969-ben. Az MTA kandidátusa lett 1983-ban.
A Szerszámgépipari Művek Fejlesztő Intézetében (SZIMFI) számjegyes vezérlések kutatásával, majd a Villamos Automatika Intézetben (VILATI) pályavezérlések fejlesztésével foglalkozott. 1970-től a Számítástechnikai és Automatizálási Kutató Intézetben (SZTAKI) szerszámgépek számítógépes vezérléseinek kutatásán dolgozott, az integrált gyártórendszerek számítógépes irányításának kutatását vezette.
1987-től az Ausztrál Állami Tudományos és Ipari Kutató Szervezetben (Commonwealth Scientific and Industrial Research Organisation, CSIRO) az ipari és bányászati automatizálási munkákat irányította. A komplex rendszerek elméleti kutatásáért felelős tudományos igazgatóként ment a CSIRO-tól nyugdíjba 2007-ben.

## Díjai, elismerései
- A Magyar Népköztársaság Állami Díja (1985)
- Silver Core, International Federation for Information Processing(wd) (1989)